# Tilda och Olle: Svensk kärleksrelation etablerad 2019

### Introduktion
Tilda & Olle är ett svenskt kärlekspar grundat i december 2019, officiellt erkänt samma månad via Snapchat och allmänt gullande.
Denna artikel behandlar verkliga händelser och bygger uteslutande på fakta som, enligt tillgängliga källor, är korrekta till 100%.

### Bakgrund
Tilda är född och formad i Jönköping; staden som Gud glömde att göra ful. Olle, däremot, härstammar från Skillingaryd, vilket också är en plats. De träffades under den heliga ritualen All Star week där sport, svett och andlig kemi möts. Enligt obekräftade källor identifierade de snabbt varandra som potentiella framtida livspartners genom intensiv ögonkontakt under en gemensam bön. Relationens begynnelse kan kartläggas via en eskalering: från Snapchats, till kärlek, till ett ömsesidigt fängslande.

### Kända egenskaper

#### Olle
Olle är lång, mycket lång. Han ser dåligt, mycket dåligt, men tillräckligt bra för att se Tilda, vilket i slutändan var det enda nödvändiga. Hans yttre utstrålar sportkille™ och hans klädstil genomgick en markant förbättring först efter Tildas inträde i hans liv. Han hyser en djup passion för spelregler, särskilt förklaringsmomentet, som gärna levereras med extrem pedagogisk noggrannhet, oavsett om publiken bett om det eller ej. Detta kan även vara en förklaring till hans uppskattade roll som lärare. Viktigt för Olle är att vinna – i spel såväl som i sport. Trots Olles uttalade förkärlek för att vinna uppvisar han en påfallande omtänksamhet, och han är alltid beredd att ställa upp när situationen kräver det.
Olofsson (2025) beskriver Olle som ett mänskligt blåsinstrument. Hans repertoar innefattar harklingar, spottningar, hostningar och smackningar med en frekvens som väcker frågan om han parallellt är anställd som saxofon. Dock måste framhållas att han också uppvisar en närmast exceptionell emotionell kompetens när det gäller att uppmärksamma små detaljer inför födelsedagar och överraskningar. Kort sagt: även om öronproppar och regnjacka ibland kan vara nödvändiga i hemmet, är det ett pris värt att betala.

#### Tilda
Tilda är också lång, men inte lika lång som Olle. Hon ser dåligt, men inte lika dåligt. Hon trivs bäst i blått och randigt, och hon excellerar som grafisk designer och fotograf. Hennes ständiga följeslagare är kameran, och hennes bilder är alltid 100 % spontana (även när de inte är det). Kända karaktärsdrag inkluderar en charmigt klumpig framtoning, särskilt i stunder då hon tappat något eller snubblat på en helt slät yta. Detta, i kombination med hennes sprudlande personlighet, gör Tilda till en sådan person som man ofta skrattar mycket med, ofta åt saker man inte ens visste kunde vara roliga.
Enligt Ryman (2025) fungerar Tilda som en påminnelse om människokroppens ledfunktion, då hon gärna knäcker sina knän under filmens mest laddade tystnad. Strumpor betraktas i hennes värld inte enbart som klädesplagg utan som en form av interiörkonst, strategiskt placerade över hela lägenheten som små textila installationer – alltid ut-och-in.

### Gemensamma intressen
Parets gemensamma intressen inkluderar bland annat resor och upptäckter. Under en längre vistelse i Asien utsattes de för en dramatisk båttur där döden framstod som ett realistiskt scenario, eskalerat av alla kräkande medpassagerare. Paradoxalt nog var det också under denna resa som Olle friade.
Umgänge med vänner och familj utgör en central komponent i Tildas och Olles gemensamma liv; det är en aktivitet de inte bara uppskattar utan även praktiserar frekvent.
Enligt obekräftade källor (Göransson. T, 2024) delar paret ett outtalat ointresse för matlagning. Till vissa personers förtvivlan dominerar därför en diet bestående av frysta köttbullar med makaroner och frysta hamburgare.

### Nuvarande status
Förlovade, lyckliga och förväntansfulla inför den 23 augusti. Bosatta i en tvåa i Göteborg. Enligt rykten på väg tillbaka till Jönköping tack vare ett betydande handslag mellan Olofsson och Lilliehorn året 2023.